# Oskulační křivka
Oskulační křivka je v diferenciální geometrii rovinná křivka, která má nejvyšší možný řád dotyku s jinou křivkou. Pokud F je množina hladkých křivek, C je hladká křivka (nemusí nutně patřit do F) a p je bod na C, potom oskulační křivka z F v bodě p je křivka z množiny F, která prohází bodem p a má s C nejvyšší možný počet shodných derivací.

Křivka C, na níž leží bod P, ve kterém se poloměr křivosti rovná r, společně s tečnou v tomto bodě a oskulační kružnicí, která jím prochází

Zvláštním případem oskulačních křivek jsou oskulační kružnice, které se mimo jiné využívají při konstrukci kuželoseček. První i druhá derivace oskulační kružnice se v příslušném bodě shoduje s odpovídajícími derivacemi výchozí křivky.

## Zobecnění
Myšlenku oskulace lze zobecnit na vícerozměrné prostory a na tělesa, která v těchto prostorech nejsou křivkami. Například oskulační rovina prostorové křivky je rovina, která má dotyk druhého řádu s touto křivkou. Tento řád dotyku je nejvyšším jaký je obecně možný.